# Mooresville, Indiana
Mooresville är en stad (town) i Morgan County, i delstaten Indiana, USA. Enligt United States Census Bureau har staden en folkmängd på 9 411 invånare (2020) och en landarea på 16,3 km².